# Високи равнини
Високите равнини (на английски: High Plains) са обширни предпланински равнини, в централната част на САЩ. Заемат по-голямата (средна) част на Великите равнини и се простират на 780 km между реките Уайт Ривър (десен приток на Мисури) на север и река Канейдиън (десен приток на Аранзас) на юг. Ширината им достига до 720 km между Скалистите планини на запад и река Мисури на изток. От съседните участъци на Великите равнини Високите равнини са отделени чрез отстъпи. Изградени са от варовици и пясъчници с палеозойска възраст, препокрити с льодсовидни наслаги и по-рядко – с пясъци. Повърхността им е плоска, понижаваща се от запад на изток от 1700 до 500 m и прорязана от долините на реките Плат, Аранзас и др., в близост до които са дълбоко разчленени от гъста мрежа от оврази и по-малки речни долини. Равнината е покрита с коилова, силно изменена от пашата на селскостопанските животни степ (прерия), развита върху кестеняви почви. Високите равнини са много важен за САЩ животновъден район, а по долините на реките се развива поливно земеделие.